# Cirsium yezoense
Cirsium yezoense, vrsta glavočike iz roda osjaka. Japanski Endem s otoka Hokkaido i Honshu

## Sinonimi
- Cirsium riparium Koidz.
- Cirsium yesoense Nakai
- Cirsium yoshizawae Koidz.
- Cnicus yezoensis Maxim.